# Omar Pérez
Omar Pérez (Provincia de Santiago del Estero, Argentina, 29 de marzo de 1981) es un exfutbolista argentino. Jugaba como mediocampista y es considerado el más grande ídolo en la historia de Santa Fe, al haber sido partícipe de nueve títulos oficiales, entre ellos la Copa Sudamericana 2015 y tres ligas de Colombia.
En la Primera División de Colombia anotó 87 goles, de los cuales 40 fueron de jugada en pelota quieta: (27) de penal y (13) de tiro libre.

## Trayectoria

### Boca Juniors
Comenzó su carrera deportiva en Boca Juniors de Argentina en el 2000, llegó a ser titular por algún tiempo, hasta su primera lesión de rodilla. Sin embargo, estuvo con los Xeneizes hasta el primer semestre de 2003; logrando ganar durante este periodo el Torneo Apertura 2000 en el ámbito local.

### Banfield
Para el segundo semestre de 2003 fue transferido a Banfield del mismo país para jugar el Apertura 2003.

### Junior
En 2004 comienza su carrera internacional al ser transferido al Junior de Barranquilla. En este equipo colombiano, terminaría campeón del Torneo Finalización 2004, clasificando de esta manera a la Copa Libertadores 2005, donde llegaron hasta octavos de final siendo derrotados por el Boca Juniors de Argentina.

### Jaguares de Chiapas
En ese mismo año es transferido a los Jaguares de Chiapas.
En el equipo mexicano era habitual suplente por lo que decide devolverse al Junior de Barranquilla.

### Regreso a Atlético Junior
Para el Torneo Apertura 2006. Dura todo el 2006 en el Junior de Barranquilla, pero no destacó como lo hizo en su primer período en el equipo por lo que fue transferido al Real Cartagena para jugar el Torneo Apertura 2007.

### Real Cartagena y Medellín
En el equipo cartagenero dura un año, siendo transferido al Independiente Medellín donde también solo juega un año.

### Santa Fe
En el 2009 es transferido al Independiente Santa Fe donde se convierte en el mejor refuerzo de la última década del club. En él logra ser campeón de la Copa Colombia 2009 y devolver la gloria al equipo cardenal.
En el 2011 se vio afectado por un hecho muy triste. El día que se iba a disputar el partido contra Vélez Sarsfield por la Copa Sudamericana 2011, un árbol cayó sobre la furgoneta donde viajaba su familia, y le causó la muerte a su abuelo. A pesar de todo, Omar decidió jugar contra Vélez, marcó un gol, y se lo dedicó a su abuelo, emocionándose hasta las lágrimas. Su gol impuso temporalmente el 2-2, que hubiese dejado a Santa Fe en las semifinales de la Copa Sudamericana por primera vez en su historia, pero en el último minuto Juan Manuel Martínez marcó de penal y eliminó al equipo colombiano.
A principios de 2012 Omar Pérez continúa jugando con Santa Fe. Al comienzo del torneo Santa Fe afronta la liga con poco favoritismo y realizando en términos generales una campaña irregular en la que empata casi todos los partidos, sin embargo con el transcurrir de las fechas y luego de ganar el clásico capitalino por 4 a 3, el equipo empieza a ganar con Omar Sebastián, el 10 argentino, como pieza fundamental, logrando con ello destacadas presentaciones y subiendo notablemente el nivel de la escuadra cardenal en términos futbolísticos; alcanzando al final del Torneo Apertura 2012 un hecho histórico para el club: consagrarlo por séptima vez en su historia como campeón de la Categoría Primera A luego de 37 años. Además de esto Pérez se convirtió en el goleador del equipo con 9 goles, los mismos de su compañero, el boliviano Diego Aroldo Cabrera.
El 7 de octubre de 2012 en el marco de la fecha 13 del Torneo Finalización 2012, Omar Sebastián Pérez anotó el primer gol olímpico de su carrera vistiendo la camiseta de Santa Fe frente al Atlético Nacional en el Estadio Atanasio Girardot. Dicha anotación fue el 0-1 transitorio del equipo bogotano, que al final terminaría empatando a dos goles frente a su similar de Medellín.
El 31 de agosto del 2014 consigue su gol número 100 en la carrera en el clásico capitalino contra Millonarios.
Luego de un gran año el 21 de diciembre consiguen la octava estrella para el equipo rojo ganando el partido de ida 1 - 2 en el Estadio Atanasio Girardot y en la vuelta empatando 1 - 1 consagrándose campeón frente a Independiente Medellín. Después de esto Omar Sebastián Pérez lleva al equipo capitalino a la victoria de la SuperLiga en su última edición con Postobón como patrocinador, y se consagran Campeón de Campeones frente al Atlético Nacional de Medellín, sacándose así la espinita de las finales anteriores que perdieron contra los verdes.
El inicio del torneo apertura sería difícil para el equipo comandado por Omar Pérez, sin embargo tuvieron un buen papel en la Copa Libertadores 2015 llegando a cuartos de final siendo eliminados por el Internacional de Portoalegre, brasileño.
Se proclama campeón con Independiente Santa Fe de la Copa Sudamericana 2015 en el Estadio Nemesio Camacho El Campín de Bogotá, tras derrotar a Huracán de Argentina, 3 por 1 desde los tiros desde el punto penal, siendo el primero en cobrar.
El 10 de agosto de 2016 se proclama campeón de la Copa Suruga Bank 2016 siendo así el primer y único título intercontinental del club y de Colombia. En ese mismo año se proclama campeón del Torneo Finalización tras derrotar 1 por 0 al Deportes Tolima en el estadio El Campin de Bogotá en frente de más de 34,000 hinchas. Posteriormente formó parte del equipo campeón de la Superliga 2017, disputada frente el Medellín. La ida quedó 0-0 pero en la vuelta ganó Santa fe 1-0 gracias a un centro de Omar que terminó en autogol. Jugó la Copa Sudamericana 2017, donde fue eliminado en octavos de final por Club Libertad.

### Patriotas Boyacá
El 21 de enero de 2018 se confirmó su llegada al equipo boyacense luego de ocho años de un gran éxito en Independiente Santa Fe. En el equipo patriota estuvo un año liguero donde jugó 33 partidos y marcó 3 goles, siendo fundamental por sus buenos partidos.

### Regreso a Santa Fe y retiro
En 2019 regresa a Independiente Santa Fe para concluir con su exitosa carrera. A pesar de la ilusión que generó en la hinchada cardenal por su regreso, Omar sufrió una lesión que lo aparto varios meses de la máxima competencia y al final de la temporada pone fin a su idilio con el equipo bogotano donde jugó 374 partidos y marcó 77 goles, y donde además ganó 9 títulos locales e internacionales, siendo considerado uno de los máximos ídolos en la historia de Independiente Santa Fe junto a grandes glorias como Alfonso Cañón, Osvaldo Panzutto, Alberto Perazzo, entre otros.

## Estadísticas
| Club                              | Temporada           | Liga  | Liga  | Copas nacionales(1) | Copas nacionales(1) | Copas internacionales(2) | Copas internacionales(2) | Total | Total |
| Club                              | Temporada           | Part. | Goles | Part.               | Goles               | Part.                    | Goles                    | Part. | Goles |
| --------------------------------- | ------------------- | ----- | ----- | ------------------- | ------------------- | ------------------------ | ------------------------ | ----- | ----- |
| Boca Juniors Argentina            | C-2000              | 3     | 0     | -                   | -                   | 1                        | 0                        | 4     | 0     |
| Boca Juniors Argentina            | 2000-01             | 17    | 3     | -                   | -                   | 7                        | 1                        | 24    | 4     |
| Boca Juniors Argentina            | 2001-02             | 18    | 0     | -                   | -                   | 12                       | 2                        | 30    | 2     |
| Boca Juniors Argentina            | 2002-03             | 3     | 0     | -                   | -                   | 2                        | 0                        | 5     | 0     |
| Boca Juniors Argentina            | Total club          | 41    | 3     | -                   | -                   | 22                       | 3                        | 63    | 6     |
| Banfield Argentina                | 2003-04             | 21    | 2     | -                   | -                   | -                        | -                        | 21    | 2     |
| Banfield Argentina                | Total club          | 21    | 2     | -                   | -                   | -                        | -                        | 21    | 2     |
| Junior · Colombia                 | 2004 - 2005         | 20    | 6     | -                   | -                   | 13                       | 4                        | 33    | 10    |
| Jaguares de Chiapas · México      | A-2005              | 3     | 0     | -                   | -                   | -                        | -                        | 3     | 0     |
| Jaguares de Chiapas · México      | Total club          | 3     | 0     | -                   | -                   | -                        | -                        | 3     | 0     |
| Junior · Colombia                 | 2006                | 29    | 5     | -                   | -                   | -                        | -                        | 29    | 5     |
| Junior · Colombia                 | Total club          | 49    | 11    | -                   | -                   | 13                       | 4                        | 62    | 15    |
| Real Cartagena · Colombia         | 2007                | 14    | 1     | -                   | -                   | -                        | -                        | 14    | 1     |
| Real Cartagena · Colombia         | Total club          | 14    | 1     | -                   | -                   | -                        | -                        | 14    | 1     |
| Independiente Medellín · Colombia | 2008                | 38    | 10    | 2                   | 0                   | -                        | -                        | 40    | 10    |
| Independiente Medellín · Colombia | Total club          | 38    | 10    | 2                   | 0                   | -                        | -                        | 40    | 10    |
| Independiente Santa Fe · Colombia | 2009                | 31    | 13    | 4                   | 2                   | -                        | -                        | 35    | 15    |
| Independiente Santa Fe · Colombia | 2010                | 29    | 9     | 4                   | 0                   | 5                        | 0                        | 38    | 9     |
| Independiente Santa Fe · Colombia | 2011                | 22    | 4     | 2                   | 0                   | 8                        | 4                        | 32    | 8     |
| Independiente Santa Fe · Colombia | 2012                | 36    | 12    | 3                   | 0                   | -                        | -                        | 39    | 12    |
| Independiente Santa Fe · Colombia | 2013                | 37    | 10    | 4                   | 0                   | 12                       | 3                        | 53    | 13    |
| Independiente Santa Fe · Colombia | 2014                | 33    | 9     | 7                   | 0                   | 7                        | 4                        | 47    | 13    |
| Independiente Santa Fe · Colombia | 2015                | 22    | 2     | 7                   | 0                   | 15                       | 2                        | 44    | 4     |
| Independiente Santa Fe · Colombia | 2016                | 26    | 1     | 4                   | 0                   | 10                       | 0                        | 40    | 1     |
| Independiente Santa Fe · Colombia | 2017                | 29    | 2     | 5                   | 0                   | 5                        | 0                        | 39    | 2     |
| Patriotas Boyacá · Colombia       | 2018                | 31    | 3     | 2                   | 0                   | -                        | -                        | 33    | 3     |
| Patriotas Boyacá · Colombia       | Total club          | 31    | 3     | 2                   | 0                   | -                        | -                        | 33    | 3     |
| Independiente Santa Fe · Colombia | 2019                | 6     | 0     | 1                   | 0                   | -                        | -                        | 7     | 0     |
| Independiente Santa Fe · Colombia | Total club          | 271   | 62    | 41                  | 2                   | 62                       | 13                       | 374   | 77    |
| Total en su carrera               | Total en su carrera | 468   | 92    | 45                  | 2                   | 97                       | 20                       | 610   | 114   |

## Palmarés

### Campeonatos nacionales
| Título                | Club         | País      | Año     |
| --------------------- | ------------ | --------- | ------- |
| Primera División      | Boca Juniors | Argentina | A-2000  |
| Categoría Primera A   | Junior       | Colombia  | II-2004 |
| Copa Colombia         | Santa Fe     | Colombia  | 2009    |
| Categoría Primera A   | Santa Fe     | Colombia  | I-2012  |
| Superliga de Colombia | Santa Fe     | Colombia  | 2013    |
| Categoría Primera A   | Santa Fe     | Colombia  | II-2014 |
| Superliga de Colombia | Santa Fe     | Colombia  | 2015    |
| Categoría Primera A   | Santa Fe     | Colombia  | II-2016 |
| Superliga de Colombia | Santa Fe     | Colombia  | 2017    |

### Campeonatos internacionales
| Título                | Club         | Sede         | Año  |
| --------------------- | ------------ | ------------ | ---- |
| Copa Libertadores     | Boca Juniors | São Paulo    | 2000 |
| Copa Intercontinental | Boca Juniors | Tokio        | 2000 |
| Copa Libertadores     | Boca Juniors | Buenos Aires | 2001 |
| Copa Sudamericana     | Santa Fe     | Bogotá       | 2015 |
| Copa Suruga Bank      | Santa Fe     | Kashima      | 2016 |

Otros Logros:
 Subcampeón del Torneo Finalización 2008 con Medellín
 Subcampeón del Torneo Apertura 2013 con Santa Fe
 Subcampeón de la Copa Colombia 2014 con Santa Fe
 Subcampeón de la Copa Colombia 2015 con Santa Fe
 Subcampeón de la Recopa Sudamericana 2016 con Santa Fe
 Subcampeón del Torneo Finalización 2017 con Santa Fe

### Distinciones individuales
| Distinción                                                                          | Año  |
| ----------------------------------------------------------------------------------- | ---- |
| Extranjero con más partidos disputados en Independiente Santa Fe (374 partidos)     | 2019 |
| Jugador con más títulos ganados en Santa Fe (9 títulos)                             | 2017 |
| 9.º jugador con más goles oficiales en Santa Fe (77 goles)                          | 2017 |
| 5.º jugador con más partidos jugados en Independiente Santa Fe (374 partidos)       | 2019 |
| Jugador con más asistencias (Pases gol) en Independiente Santa Fe (103 asistencias) | 2019 |